# Добровольський Георгій Іванович
Георгій Іванович Доброво́льський (21 вересня 1928, Михалкове — 31 грудня 1994, Одеса) — український радянський графік; член Спілки радянських художників України з 1962 року.

## Біографія
Народився 21 вересня 1928 року в селі Михалковому (нині Первомайський район Миколаївської області, Україна). 1949 року закінчив Одеське художнє училище, де навчався у Данила Крайнєва, Леоніда Мучника, Івана Беспалова.
Протягом 1953—1991 років працював оформлювачем в Одеському відділенні художнього фонду УРСР. Мешкав у Одесі в будинку на вулиці Червоної Гвардії/Торговій, № 2, квартира № 22. Помер в Одесі 31 грудня 1994 року.

## Творчість
Працював у галузях плаката, книжкової та станкової графіки (переважно у техніках акварелі, літографії). Серед робіт:
плакати
- серія на сільськогосподарську тематику (1958);
- до кінофільму «Білий пудель» (1956);
- до кінофільму «Як посварився Іван Іванович з Іваном Никифоровичем» (1959);
- «Схаменіться! Будьте люди, бо лихо вам буде!» (1961);
- «Обніміться ж, брати мої» (1961);
- «Шляхом Леніна — до комунізму» (1963);

станконкові акварелі та літографії
- «Біля пам'ятника Олександру Пушкіну» (1957);
- «Дочка» (1957);
- «Чоловічий портрет» (1957);
- «Зима» (1958);
- «У порту» (1959);
- «Куточок Одеси» (1960);
- «Вокзал. Одеса» (1961);
- «В Одеському порту» (1961);
- «Володимир Ілліч Ленін» (1961);
- «Жінка» (1964);
- «Квіти» (1966);
- «Морозний день» (1973);
- «Літо» (1979).

Авто ілюстрацій до книг
- «На туристических тропах» Ігоря Чоппа (1956);
- «Пойдем со мной» Володимира Домріна (1957);
- «Мы на своей земле» Галини Марцишек (1959).

Брав участь у міських виставках з 1951 року, республіканських — 1958 року, обласних — з 1963 року.